# Pinneberg
Pinneberg (pronunciación en alemán: /ˈpɪnəˌbɛʁk/ⓘ) es una localidad que da nombre al distrito homónimo, en Schleswig-Holstein, Alemania dividida en cinco barrios (Stadtteile) : Quellental, Thesdorf, Eggerstedt, Pinnebergerdorf y Waldenau-Datum.  La isla de Helgoland está unida al distrito. Y está hermanada con Rockville (Maryland) en Estados Unidos.

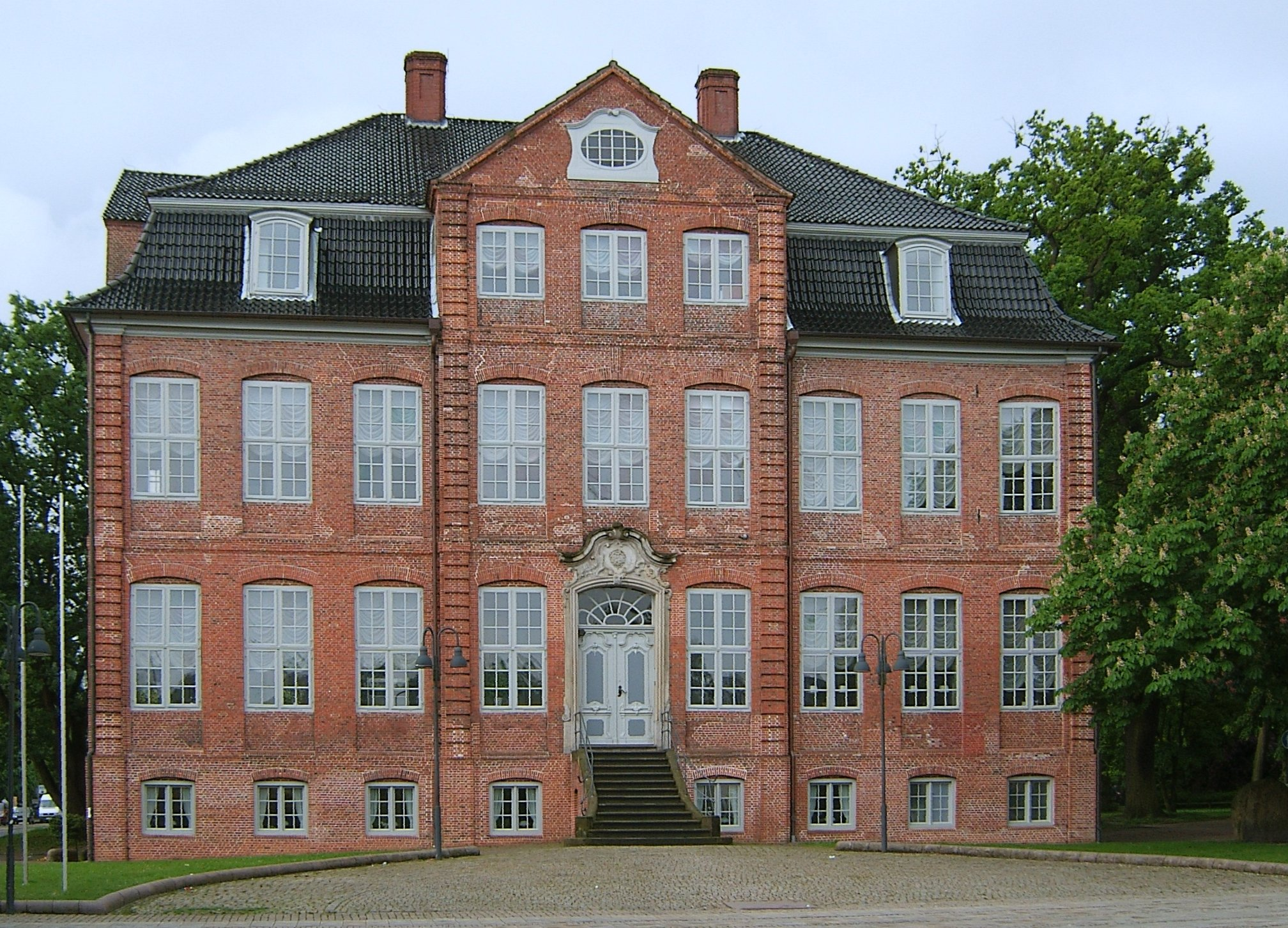

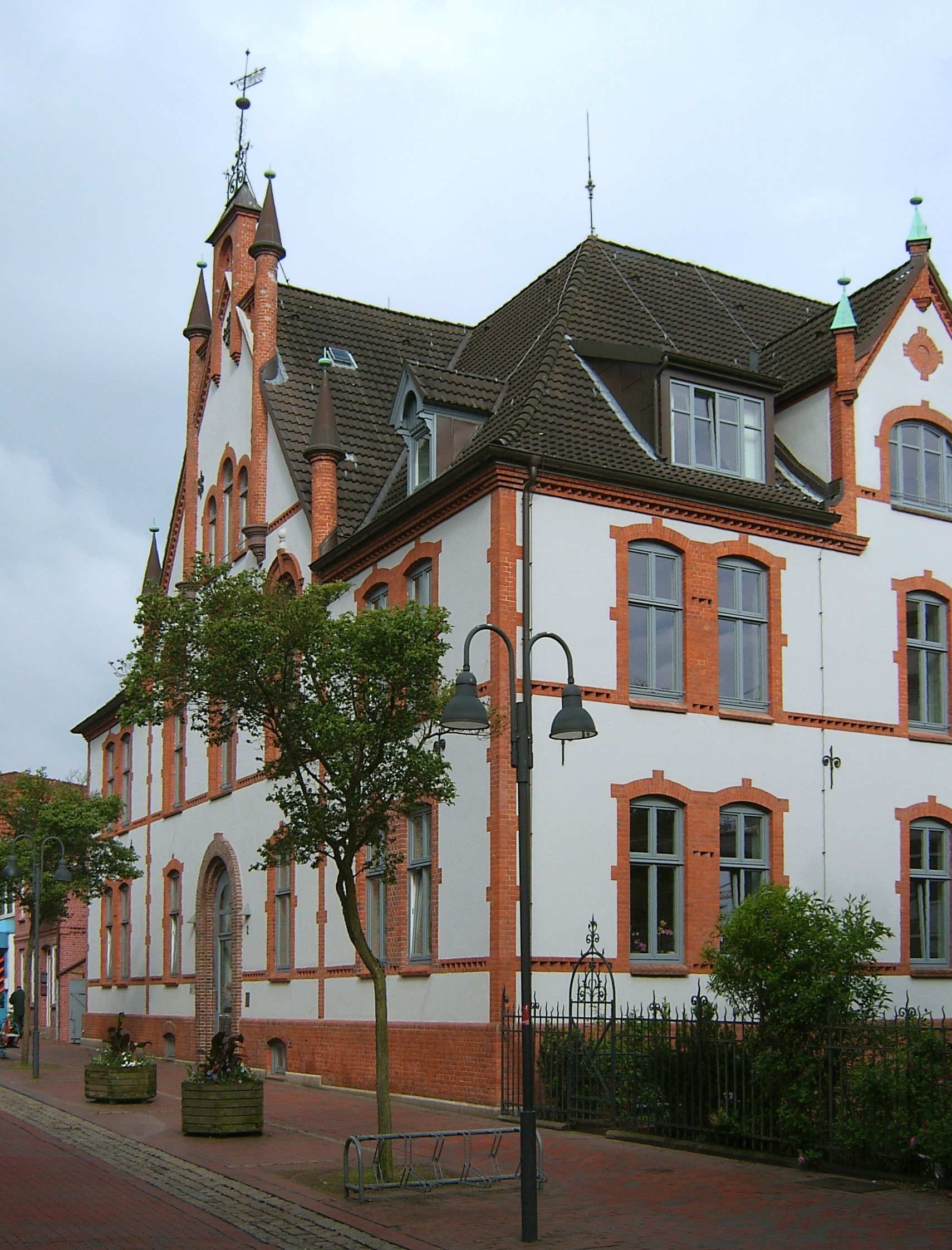

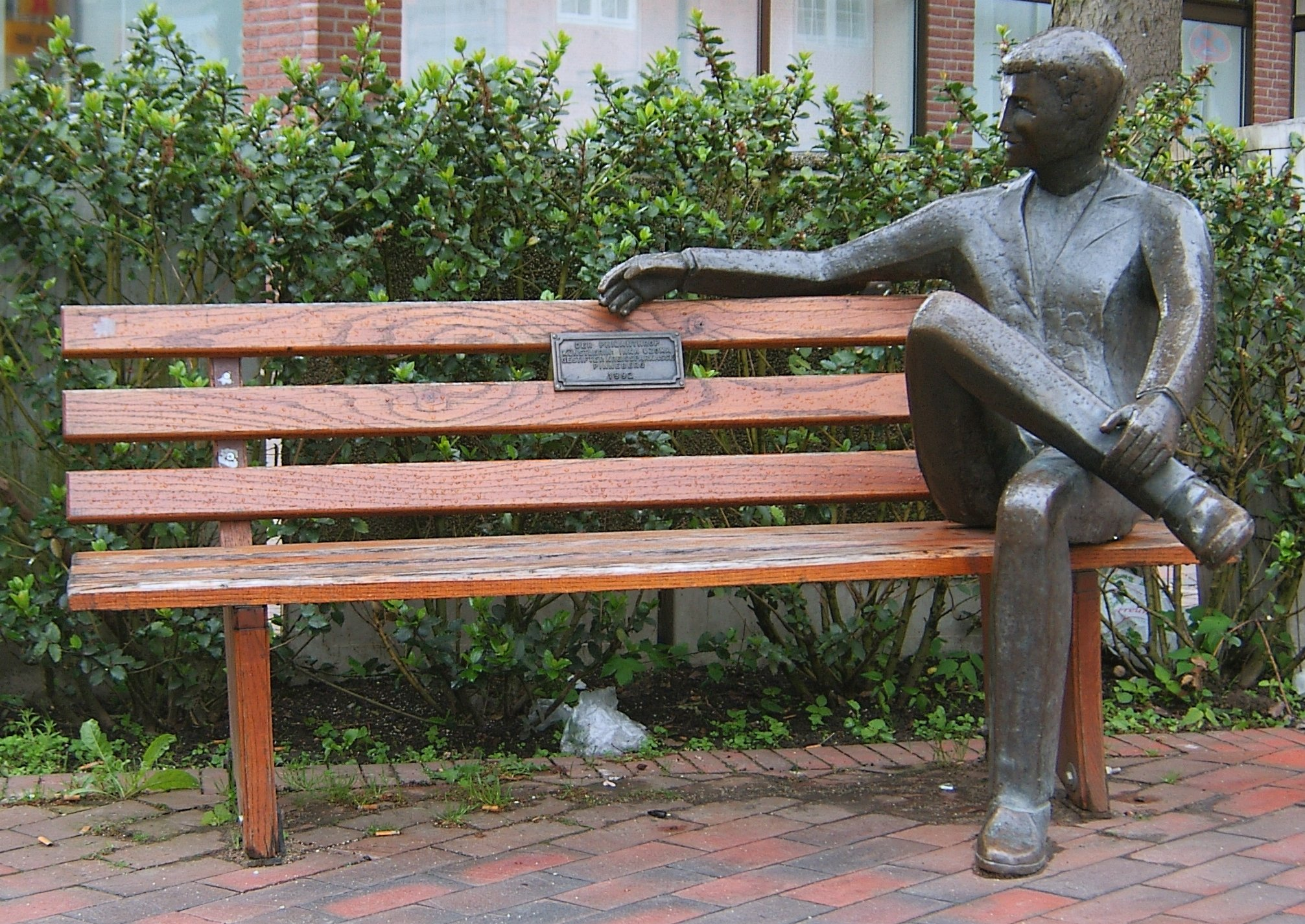

- Datos: Q7074
- Multimedia: Pinneberg / Q7074

1. ↑  Worldpostalcodes.org, código postal n.º 25421.